# Eminência tenar

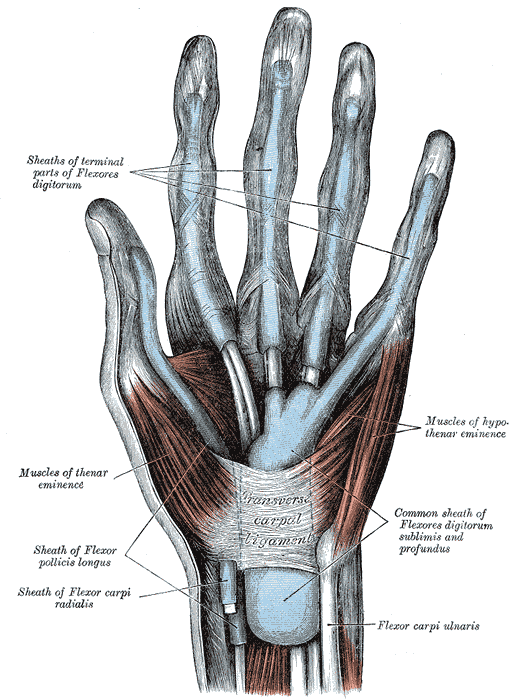
A eminência tenar, localizada na base do polegar.

A eminência tenar é a porção muscular na palma da mão humana logo abaixo do polegar. É composta por quatro músculos intrínsecos da mão: o abdutor curto do polegar, a cabeça superficial do flexor curto do polegar (a cabeça profunda é suprida pelo nervo ulnar),adutor do polegar e o oponente do polegar